# Elasmus chapadae
Elasmus chapadae är en stekelart som beskrevs av William Harris Ashmead 1904. Elasmus chapadae ingår i släktet Elasmus och familjen finglanssteklar. Inga underarter finns listade i Catalogue of Life.